# Фальквиллер
Фальквиллер (фр. Falkwiller) — коммуна на северо-востоке Франции в регионе Гранд-Эст (бывший Эльзас — Шампань — Арденны — Лотарингия), департамент Верхний Рейн, округ Альткирш, кантон Мазво. До марта 2015 года коммуна административно входила в состав упразднённого кантона Данмари (округ Альткирш).
Площадь коммуны — 3,55 км², население — 201 человек (2006) с тенденцией к росту: 183 человека (2012), плотность населения — 51,6 чел/км².

## Население
Численность населения коммуны в 2011 году составляла 182 человека, а в 2012 году — 183 человека.
| 1962 | 1968 | 1975 | 1982 | 1990 | 1999 | 2006 | 2011 | 2012 |
| ---- | ---- | ---- | ---- | ---- | ---- | ---- | ---- | ---- |
| 136  | 143  | 158  | 175  | 174  | 178  | 201  | 182  | 183  |

Динамика населения:

## Экономика
В 2010 году из 116 человек трудоспособного возраста (от 15 до 64 лет) 89 были экономически активными, 27 — неактивными (показатель активности 76,7 %, в 1999 году — 75,4 %). Из 89 активных трудоспособных жителей работали 83 человека (44 мужчины и 39 женщин), 6 числились безработными (четверо мужчин и две женщины). Среди 27 трудоспособных неактивных граждан 9 были учениками либо студентами, 12 — пенсионерами, а ещё 6 — были неактивны в силу других причин.
На протяжении 2011 года в коммуне числилось 73 облагаемых налогом домохозяйства, в которых проживало 180 человек. При этом медиана доходов составила 24073 евро на одного налогоплательщика.